# Johan Boström (1824–1915)
Nils Johan Boström (i riksdagen kallad Boström i Simmartorp), född 31 januari 1824 i Velinga församling, Skaraborgs län, död 5 februari 1915 i Marums församling, Skaraborgs län, var en svensk godsägare och riksdagsman.
Boström var godsägare i Simmatorp i Skaraborgs län. Han var ledamot av riksdagens första kammare 1885–1889 och 1892–1907, invald i Skaraborgs läns valkrets.